# Yohei Hayashi
Yohei Hayashi (født 16. juli 1989) er en japansk fodboldspiller, som spiller for den japanske fodboldklub Blaublitz Akita.